# Justicia distributiva
La justicia distributiva es, para Aristóteles, lo justo o correcto respecto a la asignación de bienes en una sociedad. 
Los principios de la justicia distributiva son principios normativos diseñados para guiar la asignación de los beneficios y las cargas de la actividad económica. A menudo se le contrasta con la justicia retributiva, en la administración de la ley. 
Atendiendo al principio de realidad, por el que solo el individuo que piensa y siente es real, pero no son reales los colectivos imaginados; así como al principio de que es sólo el individuo real el lícito depositario de derechos reales y, por último, al principio de no agresión, por el que las relaciones sociales deben ser voluntarias, o lo serían de dependencia o esclavitud, son sólo y por tanto los individuos quienes tienen la potestad natural de establecer sus pactos de justicia en mutuo acuerdo.
El teórico contemporáneo más prominente de la justicia distributiva natural, propia del individuo como autoridad lícita de sí, es el filósofo Robert Nozick. 
El teórico contemporáneo más prominente de la justicia distributiva impuestas desde una autoridad abstracta, que se auto-atribuye el rol de líder colectivo, es el filósofo John Rawls.

## Teoría
Un primer principio relativamente simple es el igualitarismo estricto que advoca la asignación de igual cantidad de bienes materiales a todos los miembros de la sociedad. El principio distributivo alternativo de John Rawls, al que llama principio de la diferencia, permite una asignación que no coincida con el igualitarismo estricto en tanto que la desigualdad tenga el efecto de que los menos aventajados en la sociedad resulten materialmente en una mejor situación de lo que estarían bajo el igualitarismo estricto. Sin embargo, algunos han argumentado que el principio de la diferencia de Rawls no es sensible a la responsabilidad de las personas sobre sus elecciones económicas. Principio distributivos basados en los recursos y principios basados en lo que las personas merecen a causa de su trabajo, persiguen incorporar esta idea de responsabilidad económica.
Los proponentes de principios basados en el bienestar no creen que la primera preocupación distributiva debería ser los bienes y servicios materiales. Argumentan que los bienes y servicios materiales carecen de valor intrínseco y son valiosos únicamente en tanto incrementen el bienestar. Por lo tanto, argumentan, los principios distributivos deberían estar diseñados y evaluados de acuerdo a la forma como afecten el bienestar. Por otro lado, los proponentes de principios libertarios generalmente critican cualquier patrón de distribución ideal, ya sea que los sujetos del patrón sean el bienestar o los bienes materiales. En general argumentan que dichos principios distributivos entran en conflicto con exigencias morales más importantes, tales como las de la libertad o el respeto hacia la auto-propiedad. Por ejemplo, las críticas feministas de los principios distributivos existentes señalan que tienden a ignorar las circunstancias particulares de las mujeres, especialmente el hecho de que las mujeres con frecuencia tienen la responsabilidad primaria de criar a los hijos. Por lo tanto, algunas feministas se encuentran desarrollando y/o modificando principios distributivos para hacerlos sensibles a las circunstancias de las mujeres y al hecho de que en promedio las mujeres dedican al mercado de trabajo una menor porción de sus vidas que los hombres.

## Justicia distributiva y riqueza
La justicia distributiva considera la distribución de bienes y servicios entre los miembros de la sociedad en un momento específico y con base en esto determina la aceptabilidad de las condiciones resultantes. Por ejemplo, al evaluar una situación examinando los niveles de vida según la riqueza absoluta o los patrones de distribución de la riqueza, se está pensando en términos de justicia distributiva. En general, los proponentes del igualitarismo se apoyan en nociones de la justicia distributiva, sin embargo no todos los proponentes de teorías de consecuencialismo se interesan por resultados equitativos en la sociedad.

## Ejemplos de justicia distributiva
Se enfrenta a cuestiones de justicia distributiva, especialmente en países donde existen tensiones étnicas o poblaciones minoritarias en áreas geográficas aisladas. La post es un ejemplo de un Estado enfrentado a problemas de re-asignación de recursos en un marco de justicia distributiva.